# 能美根上スマートインターチェンジ
能美根上スマートインターチェンジ（のみねあがりスマートインターチェンジ）は、石川県能美市吉原釜屋町にある北陸自動車道のスマートインターチェンジである。

## 概要

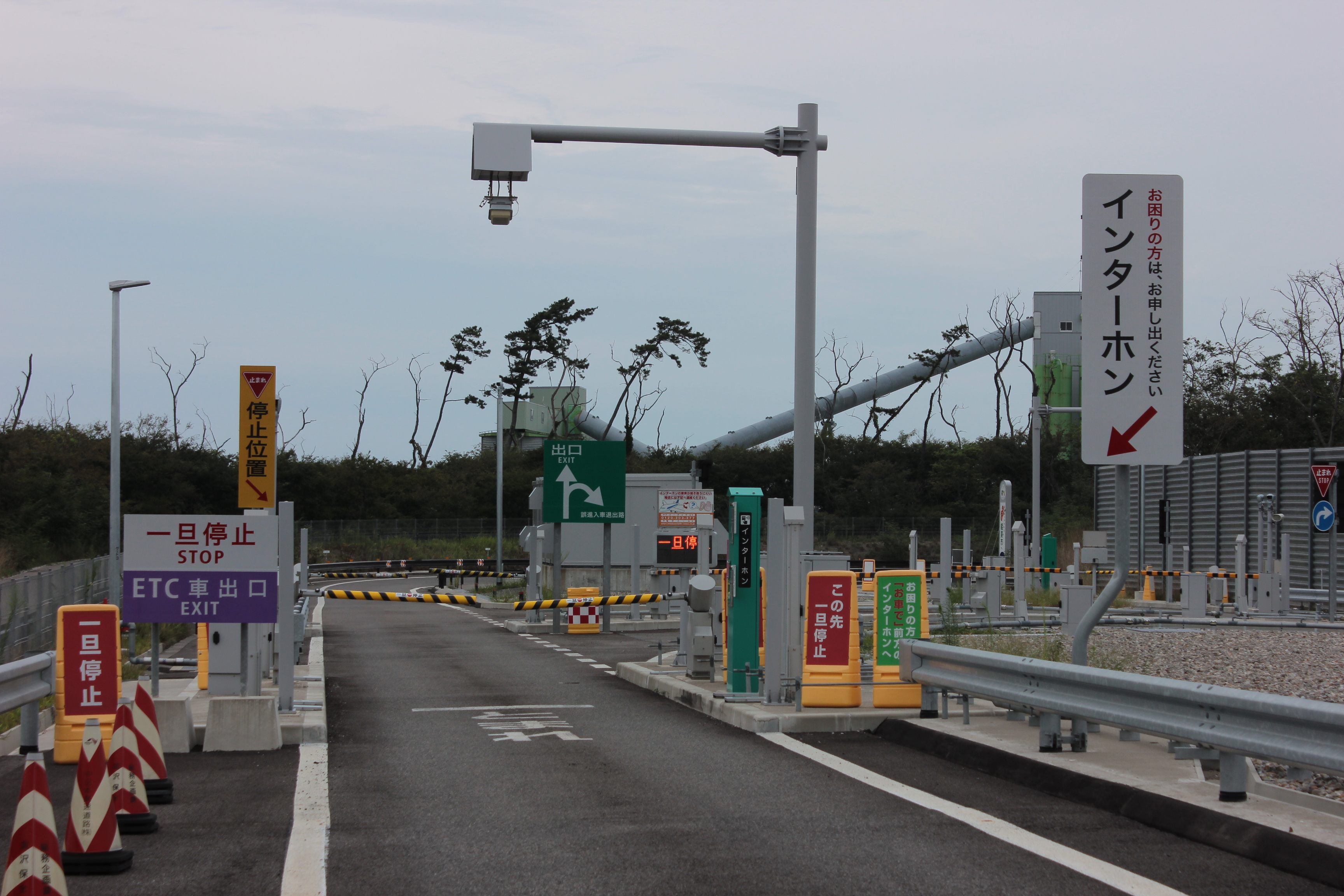
本線からの出口ゲート

石川県内のスマートインターチェンジでは初めてとなる本線直結型（トランペット型）であり、利用可能車種はETC搭載の全車種で24時間運用。上下線ともに出入可となっている。総事業費は29億2千万円、1日あたりの利用台数は1,450台を見込んでいる。
能美市はインター開通に合わせ、能美市公式マスコットの「ひぽ能ん」・「ぽぽ能ん」（ひぽのん・ぽぽのん、いずれもいしかわ動物園のコビトカバをイメージ）、「ゆず美ん」（ゆずみん、能美市特産の国造ゆずをイメージ）を制定。また、インターそばに観光案内看板を設置している。

## 歴史
- 2013年（平成25年）6月11日 - 連結許可[9]。
- 2016年（平成28年）6月5日 - 着工[10]。
- 2017年（平成29年）1月13日 - IC名称が「能美根上スマートIC」で正式決定[11]。
- 2018年（平成30年）3月25日 - 北陸自動車道の小松IC - 美川IC間に新設、供用開始[1][2][3][5][12]。

## 道路
- E8 北陸自動車道（14-1番）

接続する道路
- 市道木曽街道線[1]

## 周辺
- スーパーホテル石川・能美根上スマートインター（ホテル公式サイトも参照）[13][14][15]
- すしべん能美根上インター店（手取川以南の加賀地方では初出店）[16]
- 吉原釜屋産業団地[17]
  - アイ・オー・データ機器能美物流センター[18]
- 積水樹脂石川工場
- IRいしかわ鉄道線 小舞子駅
- DIC北陸工場

## 隣
E8 北陸自動車道
(14)小松IC - (14-1)能美根上スマートIC - (15)美川IC